# Christoph von Rappe (chancelier)
Pour les articles homonymes, voir Rappe.
Christoph von Rappe, né le 25 novembre 1566 et mort le 2 août 1619 à Kaymen, est un chancelier du duché de Prusse.

## Biographie
Christoph  von Rappe est membre de la maison de Rappe, de la noblesse du duché de Courlande. Ses parents sont Ernst von Rappe (mort avant 1582) et Catharina von Büldringl, héritier de Satticken, Telsen et Roloff dans l'arrondissement de Grobin.
Rappe étudie le droit dans les universités d'Iéna, de Wittenberg, d'Ingolstadt et de Leipzig. Il devient docteur en droit. En 1594, il rejoint le service administratif prussien en tant que juge de la cour. Rappe épouse Magdalena Dorothea von Kreutzen (1575-1619) en 1595., le couple aura 11 enfants. 
En 1597, il entre dans la Kammerrat puis est nommé en 1604 chancelier.
Bien qu'il soit considéré comme un défenseur de la société d'ordres, dirigée contre un souverain accablant, il jouit de la confiance du prince-électeur Jean III Sigismond de Brandebourg.
Rappe hérite des domaines paternels de Telsen et Roloff en 1598. En 1604, il est l'Arrendator du domaine de Pilten et en 1609 est également Pfandherr. En 1611, il possède Aistern à la place et est Pfandherr de Rutzau et Niederbartau, tous situés dans l'arrondissement de Grobin. Pendant ce temps, il acquiert les domaines prussiens d'Angerapp dans l'arrondissement de Darkehmen, ainsi que Wesselhöfen et Bledau dans l'arrondissement de Königsberg.
Il est l'auteur de deux livres publiés de façon posthume :
- Homo politicus, hoc est: Consiliarius novus, officiarius et aulicus secundum hodiernam praxin en 1664,
- Monita privata societatis Jesu en 1668. La paternité n'est pas claire, puisque Philipp Andreas Oldenburger (né vers 1620, mort en 1678) avait aussi le pseudonyme Pacificus a Lapide.